# Obyce
Obyce (Hongaars: Ebedec) is een Slowaakse gemeente in de regio Nitra, en maakt deel uit van het district Zlaté Moravce.
Obyce telt 1.498 inwoners.